# Orinocosa
Genre
Orinocosa est un genre d'araignées aranéomorphes de la famille des Lycosidae.

## Distribution
Les espèces de ce genre se rencontrent en Afrique et en Amérique du Sud.

## Liste des espèces
Selon World Spider Catalog (version 25.0, 05/02/2024) :
- Orinocosa aymara Chamberlin, 1916
- Orinocosa celerierae Cornic, 1977
- Orinocosa hansi (Strand, 1916)
- Orinocosa priesneri Roewer, 1959
- Orinocosa pulchra Caporiacco, 1947
- Orinocosa tropica Roewer, 1959

## Systématique et taxinomie
Ce genre a été décrit par Chamberlin en 1916 dans les Lycosidae.

## Publication originale
- Chamberlin, 1916 : « Results of the Yale Peruvian Expedition of 1911. The Arachnida. » Bulletin of the Museum of Comparative Zoology, vol. 60, no 6, p. 177-299 (texte intégral).